# Edward W. Morley
Edward Williams Morley(Newark, 29 de janeiro de 1838 — West Hartford, 14 de fevereiro de 1923) foi um físico estadunidense famoso pela experiência de Michelson-Morley. 

## Biografia
Morley nasceu em Newark, Nova Jersey filho de Anna Clarissa Treat e do Reverendo Sardis Brewster Morley. Seus pais eram descendentes diretos de colonos e de origem puramente britânica. Durante sua infância, sofreu muito com problemas de saúde e por isso foi educado por seu pai, em casa, até a idade de dezenove anos.